# 글래머 사진
글래머 사진(Glamour Photography)은 피사체가 옷을 완전히 입은 상태에서부터 나체에 이르기까지 에로틱한 포즈로 묘사되는 사진 장르이다. 이 용어는 에로틱한 사진에 대한 완곡한 표현일 수 있다. 글래머 모델의 경우 체형과 사이즈가 성공과 직결된다.
이러한 유형의 사진은 여성의 경우 "치즈케이크" 또는 "핀업", 남성의 경우 "비프케이크"로 알려져 있다.
글래머 사진에는 과도한 노출이 포함될 수 있기 때문에 이 장르에서는 성적 접촉 묘사가 고려되지 않으며 포르노와 포르노 사이의 중요한 차이점이기는 하지만 이 포르노와 소프트코어 포르노 사이의 구별은 주로 취향의 문제이다. 매력적인 사진은 일반적으로 정지된 위치에 있는 피사체를 구성한 이미지이다. 전문가용 글래머 사진의 주제는 전문 모델인 경우가 많으며 사진은 일반적으로 대량 생산 달력, 핀업 및 맥심(Maxim)과 같은 남성 잡지를 포함하여 상업적 용도로 사용된다. 그러나 때로는 아마추어 피사체도 사용되며 때로는 사진이 개인적이고 개인적인 용도로만 사용된다. 사진가들은 피사체의 매력적인 이미지를 만들기 위해 화장품, 조명, 에어브러싱 기술을 조합하여 사용한다.

## 같이 보기
- 패션 사진
- 모델 (직업)